# St. Michael (Kempten)

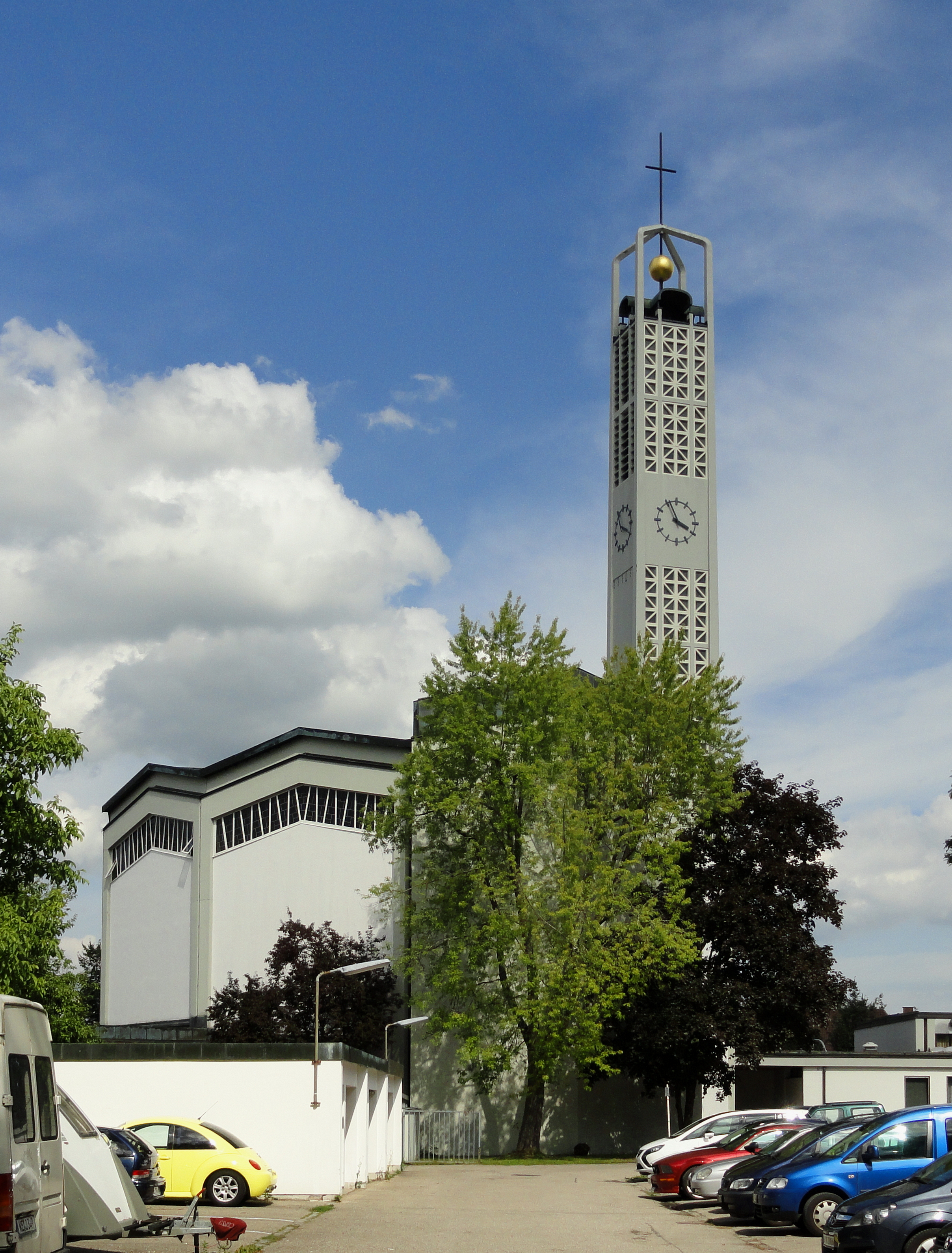
Pfarrkirche St. Michael in Kempten

Die römisch-katholische Pfarrkirche St. Michael ist ein Kirchenbau an der Memminger Straße im Stadtteil Breiten in Kempten (Allgäu). Die Kirche gehört zum Bistum Augsburg.

## Geschichte
Als Notkirche diente eine Flugzeughalle aus Durach, die durch den Diözesanbischof im Jahr 1951 zu Ehren des heiligen Michael geweiht wurde. 1956 wurde St. Michael zur Stadtpfarrei erhoben.
Der Grundstein für den zweiten Kirchenneubau von Kempten wurde 1964 gelegt. Die Pläne für die neue Michaelskirche in dem Neubaugebiet im Norden der Stadt stammen von Georg Bartelt. Geweiht wurde die Kirche mit 630 Sitzplätzen für die 4000 Pfarreiangehörigen im Jahr 1966. Zwei Jahre später folgte die Weihe der Orgel und 1972 der Bau des Kolping- und Pfarrheimes. 1975 sank die Zahl der Pfarreiangehörigen auf 3500 Gläubige, verursacht wurde dies durch eine Abspaltung der Pfarrei St. Hedwig.
2012 wurde das korrodierte Uhrwerk mit Hilfe von Spenden instand gesetzt.

## Beschreibung
Der großräumige, ovale Saalbau hat eine Backsteinwand, deren oberes Ende zum flachen Dach hin durch ein durchgehendes Fensterband unterbrochen ist. Die Kirche verfügt über eine integrierte Taufkapelle mit einem farbigen Fenster mit dem Motiv des Erzengels Michael. Der aus Stahlbeton gebaute Turm ist 55 Meter hoch.
Zwischen 2002 und 2008 wurde die Ausstattung um das Kreuz im Chorraum und die Figur des Auferstandenen ergänzt.